# Until the End (Coldrain)
Until the End è il terzo EP del gruppo musicale giapponese Coldrain, pubblicato il 18 giugno 2014 dalla VAP. Cinque delle sei tracce contenute nel disco sono state inserite nell'edizione internazionale di The Revelation, pubblicata la settimana successiva all'uscita di Until the End.
L'EP è stato anticipato dal video ufficiale di Aware and Awake, pubblicato il 30 maggio 2014, ed è stato promosso dall'Until the End Japan Tour 2014, con date in Giappone da settembre a ottobre.
Il 5 settembre 2014 viene pubblicato anche il video ufficiale di You Lie, diretto da Stuart Birchall e pubblicato in anteprima sul sito del Soundwave Festival.

## Tracce
Testi di Masato, musiche di Masato e Y.K.C.
1. Aware and Awake – 3:47
2. Evolve – 3:34
3. You Lie – 3:43
4. Fade Away – 3:44
5. March On – 4:05
6. House of Cards – 4:22

## Formazione
- Masato – voce
- Y.K.C – chitarra solista, programmazione
- Sugi – chitarra ritmica, voce secondaria
- RxYxO – basso, voce secondaria
- Katsuma – batteria, percussioni

## Classifiche
| Classifica (2014) | Posizione massima |
| ----------------- | ----------------- |
| Giappone          | 17                |